# Арцађола (Ла Специја)
Арцађола је насеље у Италији у округу Ла Специја, региону Лигурија.
Према процени из 2011. у насељу је живело 25 становника. Насеље се налази на надморској висини од 152 м.